# Pisaurina undulata
Espèce
Synonymes
- Tetragonophthalma undulatus Keyserling, 1887

Pisaurina undulata est une espèce d'araignées aranéomorphes de la famille des Pisauridae.

## Distribution
Cette espèce se rencontre aux États-Unis en Caroline du Nord, en Caroline du Sud, en Géorgie, en Floride, en Alabama, au Mississippi et en Louisiane et à Cuba,.

## Description
La femelle holotype mesure 11,3 mm.

## Publication originale
- Keyserling, 1887 : Neue Spinnen aus America. VII. Verhandlungen der kaiserlich-königlichen zoologisch-botanischen Gesellschaft in Wien, vol. 37, p. 421-490 (texte intégral).